# Michael Brown (Fußballspieler, 1977)
Michael Robert Brown (* 25. Januar 1977 in Hartlepool) ist ein ehemaliger englischer Fußballspieler und -trainer. Als zweikampfstarker, zumeist zentral-defensiver Mittelfeldspieler wurde er bei Manchester City ausgebildet, bevor er nach seinem sportlichen Durchbruch beim Zweitligisten Sheffield United zwischen 2004 und 2010 für Tottenham Hotspur, den FC Fulham, Wigan Athletic und den FC Portsmouth in der Premier League spielte. Er galt als „harter Hund“ und sammelte während seiner aktiven Karriere eine große Anzahl von gelben und roten Karten an.

## Sportlicher Werdegang

### Manchester City
Brown entstammte der Jugendakademie von Manchester City. Bei diesem Verein unterzeichnete er im September 1994 den ersten Profivertrag und debütierte am 26. August 1995 bei einem Erstligaspiel bei den Queens Park Rangers (0:1). Dabei unterstrich er dort bereits seinen späteren Ruf als „Rauhbein“, indem er nur rund zehn Minuten nach seiner Einwechslung vom Platz gestellt wurde. Mit insgesamt 21 Premier-League-Einsätzen in der Saison 1995/96 war sein Einstand für einen 19-Jährigen zwar respektabel, aber das Jahr verlief insgesamt für den Verein enttäuschend und endete mit dem Abstieg. Auch die folgende Zweitligaspielzeit 1996/97 verlief durchwachsen. Nachdem Brown in den ersten Monaten noch regelmäßig zum Einsatz gekommen worden war, verlor er anschließend seinen Platz in der Mannschaft und er wurde Ende März 1997 für einen Monat an seinen Heimatklub Hartlepool United ausgeliehen. Dieser Verein spielte in der vierten Liga und kämpfte um den Klassenerhalt. Brown trug letztlich mit vier Siegen in sechs Partien zum Erreichen des Ziels bei. Zurück in Manchester blieb Brown zu Beginn der Saison 1997/98 weiter oft außen vor, bevor ihm die sportliche Abwärtsspirale der „Citizens“ zum Comeback im Oktober 1997 verhalf. Fortan blieb er wichtiger Bestandteil der Mannschaft, aber obwohl er später vereinsintern zum besten Spieler gewählt wurde, stieg Manchester City in die dritte Liga ab – dabei fehlte Brown zum Abschluss der Saison in fünf Partien.
Beim Neuaufbau unter dem neuen Trainer Joe Royle schien Brown zunächst an Bedeutung zu verlieren, kämpfte sich aber spätestens im Dezember 1998 mit dem entscheidenden 1:0-Treffer – seinem ersten Tor für den Klub überhaupt – in der zweiten Runde des FA Cups zurück ins Team. Sein erster Ligatreffer folgte beim 2:1 gegen Notts County im März 1999 und über den Umweg der Playoff-Spiele gelang Brown mit den Citizens die Rückkehr in die zweite Liga; im siegreichen Finale gegen den FC Gillingham (nach erfolgreichem Elfmeterschießen) hatte Brown in der Startelf gestanden und wurde nach gut einer Stunde ausgewechselt. Zu Beginn der Spielzeit 1999/2000 verlor Brown erneut seinen Stammplatz. In der Folge wurde er im November 1999 an den Zweitligakonkurrenten FC Portsmouth und im Monat darauf an Sheffield United (einen weiteren Zweitligisten) ausgeliehen.

### Sheffield United
Nach vier Ligaeinsätzen bei den „Blades“ wurde Brown im Januar 2000 „fest“ für eine Ablösesumme von 400.000 Pfund verpflichtet. Dort wurde er in den folgenden Jahren eine feste Größe im von Neil Warnock betreuten Team, das besonders in der Saison 2002/03 ein ernsthafter Konkurrent im Aufstiegsrennen in die Premier League war. Hier scheiterte die Mannschaft nach Platz 3 in der regulären Saison im Playoff-Endspiel an den Wolverhampton Wanderers (0:3), aber Brown wurde im Anschluss nach 16 eigenen Toren in die „Zweitligamannschaft des Jahres“ gewählt. Dazu erreichte er jeweils das Halbfinale im Ligapokal und FA Cup. Als kontraproduktiv auf seine sportliche Perspektive im Verein stellte sich jedoch sein gelegentlich überharter Körpereinsatz dar und maßgeblich durch zwei Hinausstellungen in der Saison 2003/04 vor der Jahreswende beeinflusst, entschied Warnock, den Vertrag mit Brown nicht über den Sommer 2004 hinaus verlängern zu wollen. An Interessenten mangelte es jedoch nicht und nach kolportierten Anfragen von Leeds United und den Glasgow Rangers schloss er sich im Januar 2004 dem Erstligisten Tottenham Hotspur an. Wichtig für Sheffield war in der Zusammenhang, die drohende Ablösefreiheit des Spielers zu verhindern.

### Premier-League-Jahre: Tottenham, Fulham, Wigan & Portsmouth
Besonders aufgrund seiner in der Saison 2002/03 unter Beweis gestellten Torgefährlichkeit aus dem Mittelfeld heraus hatte Brown nachhaltig auf sich aufmerksam gemacht. Dieser Stärke wurde er jedoch in der Tottenham-Zeit weitgehend beraubt, da er als defensiver Mittelfeldspieler aufgeboten wurde. Schnell fand er sich zahlreicher Konkurrenten ausgesetzt, deren Anzahl sich unter Trainer Martin Jol durch weitere Transfers stetig erhöhte. Dennoch kam er auf 50 Premier-League-Einsätze in zwei Jahren, bevor er Ende Januar 2006 innerhalb Londons zum Premier-League-Wettbewerber FC Fulham weiterzog. Dort litt sein Einstand unter Verletzungsproblemen, aber mit Hilfe seiner Führungspersönlichkeit dauerte es nicht lange, bis ihm die Rolle des Mannschaftskapitäns übertragen wurde. Nach dem Weggang von Trainer Chris Coleman im Sommer 2007 sorgten Neuverpflichtungen unter dessen Nachfolger Lawrie Sanchez dafür, dass Brown erneut unter Druck geriet und so heuerte dieser Ende Juli 2007 bei Wigan Athletic an. Die „Latics“ waren ebenfalls in der Premier League beheimatet und Brown unterschrieb dort einen Dreijahresvertrag.
Brown war mit Ausnahme einer Sperre für die ersten beiden Saisonspiele „dauerpräsent“ in der Saison 2007/08 für den zunächst von Chris Hutchings (sowie dessen Nachfolger Steve Bruce) trainierten neuen Klub, aber nach der Übernahme durch den Spanier Roberto Martínez im Jahr 2009 geriet er sportlich wieder unter Druck, so dass er sich im August 2009 seinem Ex-Klub FC Portsmouth anschloss. Dort unterzeichnete er einen Kontrakt mit einer Laufzeit von zwei Jahren – plus der Option auf eine dritte Saison. Sein erstes Jahr wurde überschattet von einer Neun-Punkte-Strafe für den FC Portsmouth, der zum Ende mit Brown abgeschlagen den letzten Platz belegte. Dessen ungeachtet spielte sich „Pompey“ im FA Cup erfolgreich durch die Runden bis zum Finale. Dort unterlag Brown mit seinen Mannen knapp dem neuen Meister FC Chelsea mit 0:1. Trotz weiterer finanzieller Turbulenzen im Klub entschied sich Brown in der anschließenden Saison zum Verbleib. Bis Ende Dezember 2010 war er Stammspieler in der Mannschaft, bevor er überhaupt nicht mehr zum Einsatz kam. Grund dafür war eine Vertragsklausel zur Gehaltserhöhung ab einer bestimmten Einsatzzahl, die Portsmouth nicht zu zahlen bereit/fähig war. Nach Ende des Vertrags zeigten Vereine wie die Wolverhampton Wanderers, Nottingham Forest und später der FC Middlesbrough und die Queens Park Rangers Interesse an einer Verpflichtung Browns, aber letztlich einigte man sich im Juli 2011 zu einem Engagement für (zunächst) ein Jahr beim Zweitligisten Leeds United.

### Karriereausklang: Leeds & Port Vale
Der Vertrag in Leeds sah eine Option für nur ein weiteres Jahr vor, aber Brown sollte letztlich bis zum Ende der Saison 2013/14 verbleiben. Hier kam ihm zugute, dass ab 2012 sein ehemaliger Förderer Neil Warnock das Traineramt in Leeds übernommen hatte. Sportlich verlief sein erstes Jahr durchwachsen und eine Wadenverletzung sowie später Knöchelprobleme warfen ihn zurück. Trotzdem kam es im Mai 2012 zur genannten Vertragsverlängerung, da Trainer Warnock Wert auf einen körperbetont agierenden Spieler im Kader legte und Brown zudem einer Reduzierung seiner Bezüge zugestimmt hatte. Im Sommer 2014 verließ Brown Leeds und wurde von Drittligisten Port Vale engagiert.
Bei Port Vale übernahm er zusätzlich die Betreuung der Reservemannschaft unter Cheftrainer Micky Adams. Der Hauptfokus lag aber zunächst weiter auf der eigenen Spielkarriere und in 39 Pflichtspieleinsätzen in der Saison 2014/15 schoss er sechs Tore. Nach dem Verlust seines Stammplatzes nahm er vermehrt Traineraufgaben an und im Juni 2016 wurde er Assistent des neuen Cheftrainers Bruno Ribeiro, mit dem er in Sheffield zusammengespielt hatte. Nach Ribeiros Rückzug kurz vor der Jahreswende 2016/17 wurde Brown zunächst interimsweise und später „dauerhaft“ dessen Nachfolger, bevor auch Brown im September 2017 entlassen wurde.

## Titel/Auszeichnungen
- PFA Team of the Year (1): Saison 2002/03 (2. Liga)